# Titicani Tucari
Titicani Tucari ist eine Streusiedlung im Departamento La Paz im südamerikanischen Andenstaat Bolivien.

## Lage im Nahraum
Titicani Tucari ist der größte Ort des Kanton Villa Asunción de Machaca im Municipio Jesús de Machaca in der Provinz Ingavi. Die Ortschaft liegt auf einer Höhe von 3870 m fünfzehn Kilometer südlich des Titicacasees am östlichen Rand der Flussebene des Río Desaguadero, auf halbem Wege zwischen Nazacara und Desaguadero. Nordöstlich der Ortschaft verläuft ein langgezogener Höhenrücken, der sich bis auf eine Höhe von 4830 m erhebt.

## Geographie
Titicani Tucari liegt zwischen den Gebirgsketten der Cordillera Oriental im Westen und der Cordillera Central im Osten in dem andinen Trockenklima des Altiplano. Die Region weist ein ausgeprägtes Tageszeitenklima auf, bei dem die täglichen Temperaturschwankungen stärker ausfallen als die mittleren jahreszeitlichen Schwankungen.
Die mittlere Durchschnittstemperatur liegt bei 7 °C (siehe Klimadiagramm Comanche), die Monatswerte schwanken nur unwesentlich zwischen 4 °C im Juni/Juli und knapp 9 °C im November/Dezember. Der mittlere Jahresniederschlag beträgt etwa 550 mm, die Monatsniederschläge liegen zwischen unter 10 mm von Mai bis Juli und bei 100 bis 150 mm im Januar und Februar.

## Verkehrsnetz
Titicani Tucari liegt in einer Entfernung von 118 Straßenkilometern südwestlich von La Paz, der Hauptstadt des Departamentos.
Von La Paz führt die asphaltierte Nationalstraße Ruta 2 in westlicher Richtung nach El Alto, von dort die Ruta 19 weitere 23 Kilometer nach Südwesten bis Viacha. Hier zweigt die unbefestigte Ruta 43 in südwestlicher Richtung ab, von der nach 43 Kilometern eine Landstraße in westlicher Richtung abzweigt und nach weiteren 24 Kilometern Jesús de Machaca erreicht, von dort sind es noch einmal vier Kilometer nach Norden bis Titicani Tucari.

## Bevölkerung
Die Einwohnerzahl der Ortschaft ist in den vergangenen beiden Jahrzehnten auf das Fünffache angestiegen:
| Jahr | Einwohner         | Quelle       |
| ---- | ----------------- | ------------ |
| 1992 | keine Detaildaten | Volkszählung |
| 2001 | 185               | Volkszählung |
| 2012 | 913               | Volkszählung |
| 2024 |                   | Volkszählung |

Die Region weist einen hohen Anteil an Aymara-Bevölkerung auf, im Municipio Jesús de Machaca sprechen 97,2 Prozent der Bevölkerung Aymara.